# Рая Гичева
Рая Димитрова Гичева е български политик от БЗНС (казионен).

## Биография
Родена е на 2 декември 1923 г. в Пловдив. През 1950 г. завършва Юридическия факултет на Софийския университет. Известно време работи като адвокатка в София. След това е секретар на Ленинския районен комитет на ОФ и секретар в Постоянното присъствие на БЗНС. От 1964 г. завежда сектор „Информация и научно-исторически архив“ там. На 31-вия конгрес на БЗНС е избрана за член на управителния му съвет. Членува в НС на ОФ, както и в УС на Съюза на юристите в България и в Комитета на движението на българските жени.